# Teresa Rzepecka (lekarz)
Teresa Maria Rzepecka z domu Makowska (ur. 16 marca 1932 w Rabce, zm. 10 sierpnia 2019 w Siemianowicach Śląskich) – polska lekarka, poseł na Sejm PRL V kadencji.

## Życiorys
Córka Franciszka i Zofii z domu Wierzyckiej. Uzyskała wykształcenie wyższe. Pracowała jako lekarz w Szpitalu Miejskim w Siemianowicach Śląskich, przez wiele lat pełniła funkcję dyrektora do spraw medycznych zakładu opieki zdrowotnej. W 1969 uzyskała mandat posła na Sejm PRL w okręgu Sosnowiec jako bezpartyjna, zasiadała w Komisji Zdrowia i Kultury Fizycznej.